# Biskra (provins)
Provinsen Biskra (arabisk: ولاية بسكرة, berbisk: ) er en af Algeriets 48 provinser. Administrationscenteret er byen Biskra.
34°51′50″N 5°44′50″Ø / 34.86389°N 5.74722°Ø